# Окулярник савановий
Окулярник савановий (Zosterops flavilateralis) — вид горобцеподібних птахів родини окулярникових (Zosteropidae). Мешкає в Східній Африці. Раніше вважався підвидом абісинського окулярника.

## Підвиди
Виділяють два підвиди:
- Z. f. flavilateralis Reichenow, 1892 — Центральна і Південна Кенія, Танзанія;
- Z. f. jubaensis Erlanger, 1901 — південь Ефіопії і Сомалі, північ Кенії.

## Поширення і екологія
Саванові окулярники мешкають на півдні Ефіопії і Сомалі, в Кенії та на півночі Танзанії. Вони живуть в сухій савані і сухих лісових масивах на висоті до 1800 м над рівнем моря.